# Zumpin grande
Zumpin grande o Zompin grande (in croato Supin o Šupin) è un isolotto disabitato della Croazia e fa parte dell'arcipelago delle isole Brioni, lungo la costa istriana.
Amministrativamente appartiene all'istituzione pubblica del Parco nazionale di Brioni del comune di Pola, nella regione istriana.

## Geografia
Zumpin grande si trova nella parte settentrionale dell'arcipelago dei Brioni, 420 m a ovest di Brioni Minore, 415 m a sudest di Gaza, 350 m a sud di Toronda e 430 m a nord di Zumpin piccolo. Come il resto dell'arcipelago, è separata dalla terraferma dal canale di Fasana (Fažanski kanal) e, nel punto più ravvicinato (punta Mertolin, rt Mrtulin), dista da essa 4,96 km.
Zumpin grande è un isolotto di forma triangolare irregolare, con i vertici arrotondati, che misura 160 m di lunghezza e 115 m di larghezza massima. Ha una superficie di 0,0132 km² e uno sviluppo costiero di 0,456 km. A ovest, raggiunge un'elevazione massima di 8 m s.l.m.

### Cartografia
- (HR) Mappa topografica della Croazia 1:25000, su preglednik.arkod.hr.